# Франция на «Евровидении-2005»
Франция принимала участие в пятидесятом выпуске телевизионного конкурса Евровидение-2005, который состоялся 19, 21 мая во Дворце Спорта в Киеве, Украина. Страну представляла певица берберского происхождения Мари Ортал Малка (более известная как Ортал) с песней Chacun pense à soi ("Каждый думает о себе"), написанной самой Ортал в соавторстве с Саадом Табаине. По итогам голосования она заняла 23-е (предпоследнее) место из 24, набрав 11 очков. Данный результат считается одним из самых худших у Франции в истории Евровидения. Тем не менее, Chacun pense à soi стала предшественницей французской заявки на Евровидение-2006 Il était temps в исполнении Виржини Пушен. Полуфинал конкурса был показан на канале France 4 с комментариями Пегги Олми, а финал конкурса транслировал канал France 3 с комментариями Жюльена Леперса и Ги Карлье. Глашатаем, объявлявшим очки Франции, была победительница Евровидение-1977 Мари Мириам.

## Предыстория
К моменту своего участия на Евровидении-2005 Франция уже принимала участие в конкурсе 47 раз с момента организации первого выпуска в 1956 году, как одна из семи оригинальных стран. На счету Франции имелось пять побед: в 1958 году с песней Dors, mon amour в исполнении Андре Клаво; в 1960 году с песней Tom Pillibi в исполнении Жаклин Буайе; в 1962 году с песней Un premier amour в исполнении Изабель Обре; в 1969 году в четверной ничье с песней Un jour, un enfant в исполнении Фриды Боккара и в 1977 году с песней L'Oiseau et l'Enfant в исполнении Мари Мириам. Франция не принимала участия только дважды: в 1974 и 1982 годах. С наступлением XXI века Франция имела меньший успех, сумев попасть в топ-10 дважды: в 2001 году с песней Je n'ai que mon âme в исполнении Наташи Сен-Пьер и в 2002 году с песней Il faut du temps в исполнении Сандрин Франсуа. На Евровидение-2004 композиция À chaque pas в исполнении Джонатана Серрады заняла 15-е место, набрав 40 очков.

## До «Евровидения»

### Un candidat pour l'Eurovision
Французская вещательная компания France Télévisions отвечает за организацию выбора заявки страны на Евровидение. Телеканал France 3 объявил об участии Франции на Евровидение-2005 31 августа 2004 года. С 2001 по 2004 годы France 3 организовывало отбор артиста и песни внутри телекомпании. Однако в январе 2005 года было объявлено, что заявка на конкурс 2005 года будет отобрана посредством национального отбора с участием пяти конкурсантов. Это был первый раз с 2000 года, когда национальный отбор был организован. В течение января 2005 года вещатель принимал заявки от заинтересованных артистов. 17 февраля имена пятерых конкурсантов были обнародованы. 11 марта состоялась онлайн-презентация песен, выбранных France Télévisions для участия в отборе. Помимо этого, каждый из пятерых артистов имел контракт с лейблом звукозаписи. Среди конкурсантов была Карин Треси, участвовавшая во французском национальном отборе 1999 года.
| Исполнитель       | Название песни     | Автор(ы)                                                        | Лейбл звукозаписи |
| ----------------- | ------------------ | --------------------------------------------------------------- | ----------------- |
| Кристоф Эро       | C'est la vie       | Антонио Анжелелли, Жерар Капальди, Бруно Гримальди, Кристоф Эро | BG Productions    |
| Карин Треси       | Laissez moi rêver  | Карин Треси                                                     | BMG               |
| Лионель Тим       | Je m'envole        | Леа Иванн, Билл Жильоне                                         | Universal         |
| Марджори Галлуччо | Casting            | Эмма Даумас                                                     | EMI               |
| Ортал             | Chacun pense à soi | Мари Ортал Малка, Саад Табаине                                  | Warner            |

Национальный отбор под названием Un candidat pour l'Eurovision состоялся 15 марта 2005 года в телестудии Сен-Дени в Париже. Ведущими были Лоран Рикиер и Эльза Файер. Отбор состоял из двух частей: в первой части конкурсанты выступали дуэтом со звёздами французской эстрады. Так, Лионель Тим пел с Ларой Фабиан, Ортал пела вместе с Лиан Фоли, Кристоф Эно пел с Элен Сегара, Марджори Галлуччо пела вместе с Жюли Зенатти, а Карин Треси пела с Лаам. Во второй части конкурсанты исполняли вживую свои заявки на Евровидение. Победитель определялся путём комбинации голосов 50:50, где 50% составляли голоса пятерых членов жюри, а другие 50% - голоса телезрителей. По итогам голосования Ортал с песней Chacun pense à soi стала победительницей. 
| Порядковый номер | Исполнитель       | Название песни     | Место |
| ---------------- | ----------------- | ------------------ | ----- |
| 1                | Лионель Тим       | Je m'envole        | 3     |
| 2                | Ортал             | Chacun pense à soi | 1     |
| 3                | Кристоф Эро       | C'est la vie       | 2     |
| 4                | Марджори Галлуччо | Casting            | 5     |
| 5                | Карин Треси       | Laissez moi rêver  | 4     |

## На «Евровидении»
По правилам Евровидения, введённым в 2004 году, все страны, исключая "большую четвёрку", страну-победительницу предыдущего года и десять стран, занявших самые высокие места по итогам предыдущего конкурса, должны пройти через полуфинал. По итогам полуфинала десять лучших стран выходили в финал. Поскольку Франция является одной из членов "большой четвёрки", наряду с Великобританией, Германией и Испанией, то она автоматически вышла в финал, который состоялся 21 мая 2005 года. В поддержку своего участия на Евровидение Франция также транслировала полуфинал и голосовала за его участников. В финале конкурса Ортал выступала под номером 25, последней, после Латвии, закрыв, тем самым, конкурсную программу. Во время выступления Ортал поддерживало пять танцоров/бэк-вокалистов: Фабьен Анно, Рафаэль Кане, Жюли Виктор, Кристелль Чаабан и Марша Нельзи. Несмотря на современное ритм-н-блюз звучание, активно доминировавшее в мировой поп-музыке в те годы, итог участия Франции оказался неутешительным. Она заняла 23-е (предпоследнее) место из 24, набрав 11 очков.
В 2003 году Европейский вещательный союз ввёл правило о голосовании, согласно которому все страны-участницы должны были использовать только голоса телезрителей. Лишь в исключительных случаях допускалась замена результатов телеголосования голосами резервного жюри. 12 очков французские телезрители в полуфинале конкурса присудили Португалии, а в финале конкурса присудили Турции. Россия не присудила Франции ни одного очка в финале.

### Голосование
| Очки      | Страна              |
| --------- | ------------------- |
| 12 баллов |                     |
| 10 баллов |                     |
| 8 баллов  |                     |
| 7 баллов  |                     |
| 6 баллов  |                     |
| 5 баллов  | - Андорра - Израиль |
| 4 балла   |                     |
| 3 балла   |                     |
| 2 балла   |                     |
| 1 балл    | - Албания           |

| Очки      | Страна              |
| --------- | ------------------- |
| 12 баллов | Турция              |
| 10 баллов | Израиль             |
| 8 баллов  | Греция              |
| 7 баллов  | Мальта              |
| 6 баллов  | Сербия и Черногория |
| 5 баллов  | Румыния             |
| 4 балла   | Испания             |
| 3 балла   | Венгрия             |
| 2 балла   | Молдова             |
| 1 балл    | Албания             |